# Dendropanax caloneurus
Dendropanax caloneurus là một loài thực vật có hoa trong Họ Cuồng cuồng. Loài này được (Harms) Merr. mô tả khoa học đầu tiên năm 1941.